# استیوارتویل (مینه‌سوتا)
استیوارتویل، مینه‌سوتا (به انگلیسی: Stewartville, Minnesota) یک شهر در ایالات متحده آمریکا است که در شهرستان اولمستد، مینه‌سوتا واقع شده‌است.

## خصوصیات
استیوارتویل ۸٫۰۰ کیلومترمربع مساحت و ۵٬۹۱۶ نفر جمعیت دارد و ۳۷۴ متر بالاتر از سطح دریا واقع شده‌است.